# 프렌즈 아레나
프렌즈 아레나(Friends Arena)는 스웨덴 스톡홀름주의 자치시인 솔나 시에 위치한 국립 경기장이다. 스웨덴 축구 국가대표팀과 AIK 솔나의 홈 구장이다. 수용 인원은 54,329명(국내 경기)으로, 스칸디나비아에서 가장 큰 경기장이다. 2009년에 착공하여, 2012년에 완성하였으며, 기존의 로순다 스타디온을 대체하였다. 
개폐식 지붕이어서 겨울철 기온이 낮고 옥외에서 축구 경기를 치르기 어려운 스톡홀름에서도 축구 경기가 가능하게 되었다. UEFA 유로파리그 2016-17 결승전 2013년 UEFA 여자 유로 2013 결승전이 개최된 경기장이기도 하다.
여자 대표팀은 감라 울레비라는 다른 구장을 쓴다.

## 사진

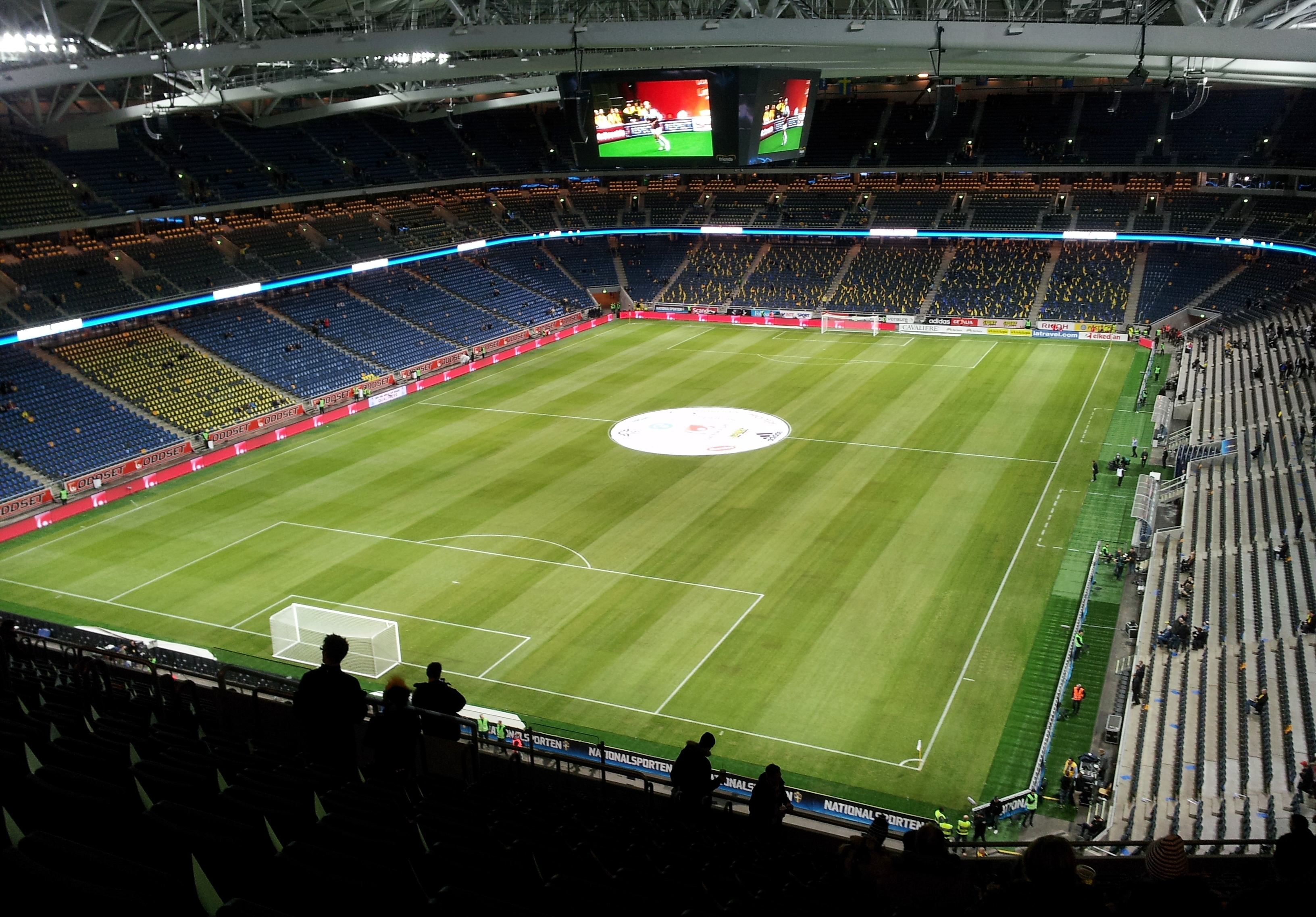
경기장 내부 모습

## 같이 보기
- 클라이멋 플레지 아레나